# Unter meiner Haut
Unter meiner Haut ist ein Lied der deutsch-türkischen Popsängerin Elif, das am 5. April 2013 als Single veröffentlicht wurde. Der Track war die erste Singleauskopplung des im August 2013 veröffentlichten Debütalbums der Sängerin. Eine 2015 erschienene Neuaufnahme des Songs des deutschen DJ-Duos Gestört aber geil in Zusammenarbeit mit Koby Funk und Wincent Weiss übertraf den Erfolg des Originals.

## Inhalt und Video
Die Plattenfirma Universal beschrieb das Lied als ein emotionales Stück, das von einem wichtigen Menschen handelt:

„Elif besingt hier ein Erlebnis, das uns vielleicht alle einmal so berührt, beflügelt und verletzt hat: Sie trifft "Ihn". Denjenigen, der so viel zu versprechen scheint. Dessen Nähe auf einmal alles erhellt. Mit dem sie wach ist und wach bleibt, über zwei Tage "Panic at the Disco Songs" singend – nur um ihn dann nie wieder zu sehen. Elif war verliebt – "aber mehr in die Idee. In das, was er sein könnte. In meine Träume, die ich in ihm gesehen habe". Eine Mücke, die zum Elefanten wurde, und die doch so nah und ehrlich ist. Weil wir sie alle kennen.“

Das offizielle Musikvideo des Liedes erschien am 23. Februar 2013 und wurde etwa 2,5 Millionen Mal aufgerufen. Es zeigt die Sängerin allein, in der Mitte eines großen, verlassenen Raumes sitzend. Im Laufe des Stücks erschienen zahlreiche Tätowierungen und leuchtende Objekte auf ihrer Haut.

## Mitwirkende
Neben Elif Demirezer wirken auch das Eisblume-Mitglied Philipp Schardt und der Andreas-Bourani-Songwriter Tom Olbrich beim Schreiben von Unter meiner Haut mit. Aufgenommen wurde das Lied in den H.O.M.E.-Studios in Hamburg. Philipp Schwär produzierte den Song gemeinsam mit Elif. Am 5. April 2013 wurde das Lied über das Plattenlabel Vertigo Records Berlin veröffentlicht.

## Rezeption

### Kritik
Der Kritiker Stephan Voigt der Seite „www.hotspot-hh.de“ bezeichnet das Lied als „Pop bester Sorte“ und lobte ihre "warme, anschmiegsame, sanfte Stimme". Neben ihrer Stimme wurde auch die Individualität des Liedes angesprochen: "ein Stück, wie man es sowohl in seiner Komposition, als auch in seiner Poesie in deutscher Sprache selten gehört hat. Eine Linie, die sich trotz der Abwechslung, die in dem Album herrscht, durch das ganze Album zieht.", schrieb die Seite „www.intellektuellesweichei.de“. Ähnlich sah es auch Voigt wieder: "Obwohl bereits hunderte und tausende Lieder über glückliche und unglückliche Liebe geschrieben und gesungen wurden, kann Elif mit dieser Single einige echte Perlen abliefern."

### Charts und Chartplatzierungen
| ChartsChartplatzierungen | Höchstplatzierung | Wochen |
| ------------------------ | ----------------- | ------ |
| Deutschland (GfK)        | 80 (1 Wo.)        | 1      |

## Version von Gestört aber geil
Am 20. März 2015 veröffentlichte das deutsche DJ-Duo Gestört aber geil einen Remix des Liedes im Deep-House-Stil. Der Mix erschien über Kontor Records und erreichte hohe Chartplatzierungen. Neben Gestört aber geil wirkten auch der DJ und Produzent Koby Funk sowie Sänger Wincent Weiss mit.

### Geschichte
Die Grundlage des Remixes legte Koby Funk im März 2014 mit einem von ihm produzierten Deep-House-Bootleg. Zusammengearbeitet hatte er dabei mit Wincent Weiss, der das Stück neu einsang. Im April 2014 wurde diese Version von Koby Funk auf seiner offiziellen SoundCloud-Seite zum kostenlosen Download freigegeben. Der überarbeitete Remix des Duos Gestört aber geil erschien am 20. März 2015 als Single.

### Musikvideo
Das offizielle Musikvideo wurde am 19. März 2015, einen Tag vor der Single-Veröffentlichung vom offiziellen YouTube-Kanal des Labels Kontor hochgeladen. Das Musikvideo zeigt eine Frau und einen Mann nach der Trennung einsam durch die Straßen wandern. Sie beginnen sich zu vermissen, treffen sich in einem Club wieder und merken, dass sie doch zueinander gehören. In dem Club spielen Gestört aber geil gemeinsam mit Koby Funk und Sänger Wincent Weiss einen Live-Auftritt.

### Rezeption

#### Kritik
Die Seite „www.hitfire.eu“ schrieb: "Die neue Version des Tracks beweist, dass er sich auch perfekt in das Genre Deep House konvertieren lässt. Denn der Beat passt richtig gut zu den Lyrics und die Stimme von Wincent Weiss ist auch sehr stark. Das Lied bleibt sofort im Ohr hängen und kann sowohl in den Clubs als auch im Radio laufen."

#### Kommerzieller Erfolg
Chartplatzierungen
| ChartsChartplatzierungen | Höchstplatzierung | Wochen |
| ------------------------ | ----------------- | ------ |
| Deutschland (GfK)        | 6 (56 Wo.)        | 56     |
| Österreich (Ö3)          | 25 (19 Wo.)       | 19     |

Auszeichnungen für Musikverkäufe

| Land/Region        | Auszeichnungen für Musikverkäufe (Land/Region, Auszeichnung, Verkäufe) | Verkäufe |
| ------------------ | ---------------------------------------------------------------------- | -------- |
| Deutschland (BVMI) | 2× Platin                                                              | 800.000  |
| Insgesamt          | 2× Platin ·                                                            | 800.000  |